# Xenopoma
Genre
Xenopoma est un genre de mollusques gastéropodes terrestres de la famille des Annulariidae (ou des Pomatiidae selon les classifications). Ce sont des animaux terrestres munis d'un opercule.

## Liste d'espèces
Selon World Register of Marine Species (12 décembre 2022) :
- Xenopoma aguayoi Torre & Bartsch, 1941
- Xenopoma hendersoni Torre & Bartsch, 1941
- Xenopoma humboldtianum (Pfeiffer, 1867)
- Xenopoma hystrix (Wright in Pfeiffer, 1862) - espèce type
- Xenopoma spinosissimum Torre & Bartsch, 1941